# デュエット (チック・コリア&上原ひろみのアルバム)
『デュエット』（Duet）は、チック・コリアと上原ひろみが連名で2007年に録音し、2008年に発表したライブ・アルバム。日本で先行発売された。

## 背景
上原は1997年、ヤマハでレッスンしていた時に同じビルでリハーサルしていたコリアと出会い、翌日にはコリアのコンサートにゲスト参加して短い即興曲を共演したが、プロとしての初共演は2006年の「東京JAZZ」におけるデュオ公演であった。そして、コリアと共にテレビ番組『みゅーじん』に出演した後の楽屋でデュオ・アルバムの制作を提案され、1年後には本作の録音に至った。両名のブルーノート東京公演は、9月24日から26日の3日連続で行われたが、CDのクレジットには厳密な録音日は記載されていない。
本作収録曲のうち、コリアのオリジナル曲「ハンプティ・ダンプティ」および「ウィンドウズ」、それに「ボリヴァー・ブルース」と「サマータイム」のカヴァーは、2006年の「東京JAZZ」でもデュオで演奏された。また、ビートルズのカヴァー「フール・オン・ザ・ヒル」は、コリアの提案により演奏された。なお、本作の日本発売後の2008年4月30日には、日本武道館で再びコリアと上原のデュオ公演が行われ、本作収録曲のうち「ハウ・インセンシティヴ」、「デジャ・ヴ」、「ウィンドウズ」を除く9曲が演奏された。
日本盤CDのジャケットには両名の写真が使用されたが、2009年にコンコード・レコードから発売されたアメリカ盤CD (CCD2-30735)は、ハチドリをモチーフとしたジャケットが使用されている。

## 反響・評価
日本では2008年2月11日付のオリコンチャートで最高28位を記録した。一方、アメリカの『ビルボード』におけるジャズ・アルバム・チャート入りは果たせなかった。
熊谷美広は『JAZZ LIFE』誌2008年2月号のレビューにおいて「上原ひろみはチックと合うスタイルの持ち主というか、うまくかみ合う要素を多く持っているピアニストであり、そういう意味ではふたりが見事にひとつになったプレイを展開している」と評している。また、『CDジャーナル』のミニ・レビューでは「あうんの呼吸で繰り広げられる2台のピアノによる即興演奏が、こんなにもスリリングでエキサイティングだとは!」と評されている。

## 収録曲

### ディスク1
1. ヴェリー・アーリー - "Very Early" (Bill Evans) - 9:15
2. ハウ・インセンシティヴ - "How Insensitive" (Antônio Carlos Jobim, Vinicius de Moraes) - 7:38
3. デジャ・ヴ - "Déja Vu" (Hiromi Uehara) - 9;02
4. フール・オン・ザ・ヒル - "Fool on the Hill" (John Lennon, Paul McCartney) - 6:47
5. ハンプティ・ダンプティ - "Humpty Dumpty" (Chick Corea) - 7:51
6. ボリヴァー・ブルース - "Bolivar Blues" (Thelonious Monk) - 8:45

### ディスク2
1. ウィンドウズ - "Windows" (C. Corea) - 7:46
2. 古城、川のほとり、深い森の中 - "Old Castle, by the River, in the Middle of a Forest" (H. Uehara) - 14:58
3. サマータイム - "Summertime" (George Gershwin, Ira Gershwin, DuBose Heyward) - 8:51
4. プレイス・トゥ・ビー - "Place to Be" (H. Uehara) - 8:13
5. ドーモ（チルドレンズ・ソング#12） - "Do Mo - Children's Song #12" (C. Corea) - 13:02
6. アランフェス協奏曲/スペイン - "Concierto de Aranjuez / Spain" (Joaquín Vidre Rodrigo/C. Corea) - 12:11

### 限定盤ボーナスDVD
1. フール・オン・ザ・ヒル - "Fool on the Hill"
2. アランフェス協奏曲/スペイン - "Concierto de Aranjuez / Spain"

## 参加ミュージシャン
- チック・コリア、上原ひろみ - ピアノ